# 1. FC Passau
Der 1. FC Passau ist ein Sportverein mit rund 750 Mitgliedern aus Passau in Niederbayern. Die Heimspiele des Vereins werden im Dreiflüssestadion ausgetragen. Überregionale Bekanntheit erreichte der Verein durch seine Fußballmannschaft, die jahrelang in der Fußball-Bayernliga – damals 3. Liga – spielte, und seine erfolgreiche Leichtathletik-Abteilung.

## Geschichte

### 1911 bis 1945 – Die Gründerzeit
In Passau wurde ab 1893 beim Athleten-Club (heute ASV Passau) und ab 1910 im TV Passau Fußball gespielt. Im Jahr 1911 entschloss man sich zur Gründung eines eigenständigen Fußballvereins. Dieser wurde unter dem Namen „Fußball-Club Passau“ aus der Taufe gehoben. Durch den Ersten Weltkrieg kam der Sportbetrieb zwischen 1914 und 1918 jedoch frühzeitig gänzlich zum Erliegen. Den ersten Aufstieg in die A-Klasse Niederbayern konnte der FC Passau im Jahr 1922 als Meister der B-Klasse feiern. Am 8. November 1925 folgte der erste überregionale Titel als Sieger der Kreispokalmeisterschaft Oberpfalz/Niederbayern und im November des darauf folgenden Jahres die Fusion mit der 1923 gegründeten Spielvereinigung Passau. Der Name FC Passau hatte jedoch weiterhin Bestand. Nach dem Abstieg in die Kreisklasse im Jahr 1935 kehrte der Klub bereits eine Saison später, also zum 25-jährigen Vereinsjubiläum, als ungeschlagener Gruppenmeister der 1. Niederbayrischen Kreisklasse in die nächsthöhere Bezirksliga zurück.

### 1945 bis 1968 – Die große Ära „Maierhof“
Durch das Verbot der Betätigung früherer Sportfunktionäre nach dem Zweiten Weltkrieg mussten junge Kräfte den Wiederaufbau des Vereins in die Hand nehmen. Da die alten Vereinsnamen nicht mehr verwendet werden durften, entstand der FC Passau zunächst am 1. Februar 1946 neu unter dem Namen Sportverein Passau (SV Passau). In der ersten Nachkriegsrunde erreichte der SV Passau hinter den Kickers Passau und dem FC Vilshofen Platz drei.
Ab dem 14. Juli 1946 führte der Verein wieder für kurze Zeit seinen alten Namen FC Passau. Wenig später schlossen sich die Vereine Kickers Passau (früher RPSG) und FC Passau unter dem Namen „Sportverein Passau“ zusammen. Dieser Sportverein Passau erschien damit anstelle der Kickers Passau in der Südbayerischen Landesliga. Die Fusion FC und Kickers sollte eine sportliche Konzentration, besonders im Fußball, bringen. Die Landesliga konnte bis zum Jahr 1948 gehalten werden, ehe der Abstieg in die niederbayrische Kreisliga hingenommen werden musste. Vom 40-jährigen Jubiläum im Jahr 1951 an nannte sich der Verein nun 1. FC Passau.
Im gleichen Jahr erlangte der Klub über den ersten Tabellenplatz und den damit verbundenen Titel „Niederbayrischer Kreismeister“ die Berechtigung zur Teilnahme an Aufstiegsspielen zur Landesliga. Dort setzte sich Passau jedoch in einer Runde mit Amberg, Perlach, Aubing, Kempten und Günzburg nicht durch und erst 1958 realisierte der Klub den Aufstieg ins „Amateuroberhaus“. Dort hielt sich die Mannschaft in der ersten Saison, bevor sie im Jahr darauf trotz eines vergleichsweise hohen Zuspruchs von circa 2.700 Zuschauern pro Heimspiel am „Maierhof-Sportplatz“ wieder abstieg. Im 50. Jahr seines Bestehens gewann der 1. FC Passau die Kreisliga-Meisterschaft und feierte den sofortigen Wiederaufstieg, dem jedoch bereits 1962 ein weiterer Abstieg folgte.
Den erneuten Wiederaufstieg schaffte der FC in der Saison 1963/64. Im Endspiel um die Meisterschaft traf der FC Passau in Plattling auf den FC „Sturm“ Hauzenberg (beide Mannschaften waren punktgleich) und in der für ein Bezirksligaspiel überdurchschnittlichen Kulisse von 10.000 Zuschauern siegte der FC Passau mit 3:2 nach Verlängerung. Dort konnte sich Passau nun erstmals auch mittelfristig behaupten und in der bis dahin erfolgreichsten Saison 1967/68 der Vereinsgeschichte gewann die Mannschaft die Landesliga-Meisterschaft, womit sie sich für die Teilnahme an der Bayernliga qualifizierte. Zusätzlich gewann der Klub durch einen 3:1-Finalsieg gegen den Bayernligisten TSV Straubing den Niederbayern-Pokal.

### 1968 bis 1977 – Bayernliga im neuen Stadion
Nach dem Aufstieg in die Bayernliga und dem Umzug in das Dreiflüssestadion war die Euphorie in Passau groß und am Ende der Saison 1968/69 belegte der FC Passau einen guten siebten Tabellenplatz. Der FC konnte sich auch in den Folgejahren, trotz einiger personeller Umbrüche, problemlos in der Bayernliga behaupten. In der Spielzeit 1972/73 besiegte Passau unter der Regie des neuen Trainers Sepp Grininger den Regionalligisten Jahn Regensburg in der ersten Runde des Süddeutschen Pokals mit 3:1 und unterlag eine Woche später (23. Juli 1972) dem TSV 1860 München mit 0:2. Die erfolgreichste Saison der Vereinsgeschichte war die Spielzeit 1973/74, als die Mannschaft den vierten Platz errang. Es folgten ein zwölfter und achter Abschlusstabellenplatz in den anschließenden beiden Spielzeiten.
Nach der Saison 1975/76 verließen einige wichtige Spieler den Verein, darunter mit Eduard Kirschner der amtierende Bayernliga-Torschützenkönig sowie TW Atzinger, Günter Wiesmeier (beide Karriereende), Sepp Nusko, Peter Kunze und Hermann Reiter. Resultat war der Abstieg 1977 als Tabellenletzter mit insgesamt 102 Gegentoren.

### 1977 bis 1992 – ein stetiges Auf und Ab
Nach dem Abstieg aus der Bayernliga leitete der Klub einen Umbruch ein. Allein im Sommer 1977 vermeldete er 14 Neuzugänge. Die „Mission Wiederaufstieg“ konnte aber nicht erfolgreich gestaltet werden. Am Ende musste sich der FC mit dem fünften Platz zufriedengeben. In den Jahren zwischen 1978 und 1980 drehte sich das Personalkarussell weiter, wozu auch Veränderungen im Vorstand und auf der Trainerbank gehörten. Resultate waren ein zehnter und achter Abschlusstabellenplatz in den Spielzeiten 1978/79 und 1979/80. Der sportliche Trend zeigte weiter nach unten und ausgerechnet zum 70-jährigen Vereinsjubiläum stieg Passau als Tabellenletzter aus der Landesliga in die Bezirksliga ab. Es gelang zwar der sofortige Wiederaufstieg als deutlicher Meister der Bezirksliga Ost und über ein anschließendes 1:0 im Aufstiegsspiel gegen den TSV Bogen, aber bereits zwei Jahre später ereilte der Mannschaft ein weiterer Rückschlag. Nach einem positiven Start in die Saison 1983/84 und einem guten vierten Platz zur Winterpause stürzte Passau noch in die untere Tabellenhälfte ab. Am letzten Spieltag hätte ein Sieg zum Klassenerhalt gereicht, aber trotz eines 3:1-Zwischenstands bis zur 80. Minute spielte Passau nur 3:3. In der anschließenden Relegation unterlag man gleich dreimal im Elfmeterschießen und musste so ein weiteres Mal den Gang in die Bezirksliga antreten.
Zwei Jahre später – rechtzeitig zum 75-jährigen Vereinsjubiläum im Jahr 1986 – kehrte Passau erneut in die Landesliga zurück, nachdem der ETSV Landshut 09 im Aufstiegsspiel mit 3:2 (nach 1:2-Rückstand) geschlagen werden konnte. Als neuer Spielertrainer war Edi Kirschner zurückgeholt worden und in den Folgejahren konnte sich der FC immer weiter in der Landesliga-Spitzengruppe festsetzen. Im Jahr 1989 scheiterte man sehr knapp am Aufstieg, als Passau gemeinsam mit der punktgleichen SpVgg Fürth den zweiten Abschlusstabellenplatz belegte und das dadurch notwendige Entscheidungsspiel im Elfmeterschießen verlor. Auch in der Saison 1989/90 spielte das Team um Kapitän Helmut Heininger wieder um den Aufstieg mit. In der Rückrunde kristallisierte sich ein Dreikampf um die Meisterschaft zwischen Jahn Regensburg, der SpVgg Fürth und dem FCP heraus. Bis zum letzten Spieltag waren alle drei punktgleich und durch einen 2:0-Heimsieg gegen Fürth (Tore: Armin Paulik, Christian Hois) kam es zu einem „Meister-Stichkampf“ zwischen Passau und Jahn Regensburg in Straubing. Regensburg gewann mit 1:0 und in der für Passau ungeliebten Relegation scheiterte der mögliche Aufstieg nach einem 2:1-Sieg in der ersten Partie gegen Starnberg an einem 0:3 gegen den SV Lohhof.
Der ersehnte Rückkehr in die Bayernliga sollte jedoch in der Spielzeit 1991/92 perfekt gemacht werden. Durch positive Leistungen in der Vorbereitung zeigte sich die Elf von Trainer Krinner früh in einer guten Form und der FC avancierte zum Topfavoriten der Landesliga Mitte. Mit einer geeigneten Mischung aus gestandenen Spielern wie Helmut Heininger und Bernhard Meisl (welcher vor der Saison von den Münchner Löwen zurückgekehrt war) sowie jungen Talenten wie Ludwig Preis setzen sich die SpVgg Landshut und der 1. FC Passau von den Kontrahenten ab und in einem „Showdown“ am letzten Spieltag genügte Passau ein Unentschieden. Die Begegnung endete mit einem späten Tor durch Bernhard Meisl in der 83. Minute mit 1:0, womit Passau nach einer insgesamt 15-jährigen Durststrecke zurück in Bayerns höchster Amateurklasse, der dritthöchsten Liga in Deutschland, angekommen war.

### 1992 bis 2006 – Heiße Bayernliga-Duelle
Einen besonderen Reiz hatte der Bayernliga-Aufstieg auch deswegen, weil dort Duelle mit prominenten Vereinen, darunter der aus der zweiten Bundesliga abgestiegene TSV 1860 München, winkten. Das Team wurde mit Josef Gsödl (SpVgg Unterhaching), Helmut Höfler (FC Vilshofen) und Markus Weinzierl (eigene Jugend) verstärkt. Am Ende der ersten Saison landete man, wie auch in der Spielzeit 1993/94, auf einem respektablen zehnten Tabellenplatz. Eine Zäsur stellte dann während der Saison 1994/95 der Tod des 52-jährigen Präsidenten Jürgen Wösner dar, dessen zehnjährige Amtszeit den Verein nachhaltig geprägt hatte. Zunächst konnte sich der Klub noch bis 1997 jeweils im Abstiegskampf behaupten (am Ende rangierte der Klub einmal auf dem dreizehnten und danach zweimal auf dem vierzehnten Rang) und in der Saison 1997/98 gelang darüber hinaus die beste Platzierung des FCP seit 24 Jahren. Das Team um Trainer Edi Kirschner war dabei zeitweise sogar Tabellenführer der Bayernliga, bevor das „FC-Urgestein“ nach Differenzen mit Vorstandschaft und dem Abteilungsleiter überraschend zurücktrat. Nachfolger wurde Fred Arbinger, ebenfalls ein Ex-Bayern-Profi. Am Ende der Saison 1997/98 belegte der 1. FC Passau mit 55 Punkten und 62:48 Toren den sechsten Platz.
In der Sommerpause vor der Saison 1999/2000 drohte die Mannschaft auseinanderzufallen. Wichtige Spieler verließen den Verein und Trainer Karpisek zog sich zurück. Neben dem notwendigen Umbruch hatte sich dazu die finanzielle Lage zugespitzt und auf der Jahreshauptversammlung 1999 übernahm ein komplett neues Führungsteam das Ruder. In dieser turbulenten Zeit fiel die Mannschaft auf den letzten Tabellenplatz zurück, womit das Kapitel Bayernliga zum zweiten Mal in der Vereinsgeschichte beendet war. Unter der neuen Führung machte sich der frisch zum Abteilungsleiter gewählte Bernhard Robl auf die Suche nach einem geeigneten Trainer und fand in dem erst 28-jährigen Thomas Fuchs – zuvor Bezirksoberliga-Spieler in Mauth – einen Spielertrainer.
Das Duo Robl/Fuchs stellte aus ehemaligen Bayernligaspielern und jungen Talenten aus der Region eine neue Landesliga-Mannschaft zusammen. Trotz einiger Derbyerfolge musste das Team im ersten Jahr oft noch Lehrgeld zahlen, so dass es abschließend nur zu einem zwölften Platz mit 43 Punkten reichte. Die Trendwende war damit jedoch erreicht und die sichtbare sportliche Weiterentwicklung drückte sich in der Saison 2001/02 mit 13 ungeschlagenen Spielen in Folge sowie dem Gewinn der Herbstmeisterschaft aus (am Ende stand aufgrund einer Pleitenserie mit fünf Niederlagen der vierte Platz zu Buche). Mit gewachsenem Optimismus ging es in die Spielzeit 2002/03, die Passau nach einem langen Zweikampf um die Meisterschaft mit der SpVgg Landshut den Vizetitel einbrachte. In der anschließenden Aufstiegsrelegation besiegte Passau zunächst den hocheingeschätzten Bayernliga-Releganten SG Quelle Fürth im Elfmeterschießen und in einem weiteren Entscheidungsspiel den TSV Großbardorf mit 3:1. Nach drei Jahren war der 1. FC Passau damit wieder zurück in der Bayernliga. Der Verein setzte weiter unter Fuchs/Robl auf junge Talente und verzichtete bei den Neuzugängen auf „große Namen“. Ergebnis war, dass dem Team ein langer und harter Abstiegskampf bevorstand und am Ende ging es für Passau in die Abstiegsrelegation gegen Eintracht Bamberg. Dort sicherte der erst im Winter geholte 37-jährige Torwart-Oldie Sepp Stadler mit drei gehaltenen Elfmetern dem Verein die Klasse. Einen ruhigeren Verlauf nahm die Bayernliga-Spielzeit 2004/05 und vor allem dank einer starken Vorrunde (Platz sieben) war der Klassenerhalt nie ernsthaft in Gefahr. Nach der Saison verabschiedeten sich jedoch mit Thomas Fuchs und Bernhard Robl die „Macher“ der Mannschaft.
Die Nachfolge übernahm etwas überraschend Rudi Damberger in Personalunion als Trainer und sportlicher Leiter, der aber bereits nach kurzer Zeit in Folge eines schwachen Saisonstarts wieder zurücktrat. Als interimistischer Nachfolger kehrte Urgestein Edi Kirschner auf die Trainerbank zurück und im November 2005 wurde mit Christian Titz ein ehemaliger A-Jugend-Trainer von Alemannia Aachen verpflichtet. Titz zog sich schnell den Unmut der Passauer Fußballszene zu, der vor allem darin begründet lag, dass er nach zwei Niederlagen zum Jahresende den Kader in der Winterpause nahezu komplett umkrempelte. Dabei mussten verdiente Spieler wie Lux, Beyer, Ersin und Andreas Stadler gehen, und im Gegenzug kamen Ex-Spieler aus seiner Aachener Zeit nach Passau. Die Personalveränderungen hatten nicht den gewünschten Effekt und neben den Verletzungssorgen mehrten sich öffentlich ausgetragene Streitigkeiten zwischen Trainer Titz, einigen Spielern und dem Vorstand. Am Ende der Saison landete Passau auf dem vorletzten Platz und musste damit wieder zurück in die Landesliga.

### Seit 2006
Nach dem Abstieg gesellte sich zur schwierigen sportlichen Lage auch eine angespannte finanzielle Situation. Der Streit zwischen Vorstand und Trainer eskalierte, Verein und Trainer zogen vor Gericht. Aus der Auseinandersetzung ging Titz als Gewinner hervor; aber nahezu die gesamte Führungsmannschaft sowie zahlreiche Spieler verließen den Verein. Unter diesen schlechten Bedingungen gingen die ersten neun Spiele der neuen Saison verloren, und am 22. August 2006 wurde auch Titz entlassen. Sein Nachfolger Gerhard Hörl war anschließend nur bis zum Winter im Amt, bevor das Team unter Ex-Jugendtrainer Klaus Greiner und Dominique Herman die Rückrunde zu Ende spielte. Mit vielen Studenten statt der von Titz geholten und nun aussortierten „Legionäre“ holte das Trainerduo noch drei Unentschieden, was an der ernüchternten Bilanz von nur sieben Punkten und dem Abstieg als Tabellenletzter wenig änderte. Zum ersten Mal nach 21 Jahren war der 1. FC Passau damit zur Saison 2007/08 wieder auf Bezirksebene angekommen. Und auch dort musste der Klub unter dem neuen Trainer Georg Süß und neun Neuzugängen um den Klassenverbleib zittern. Durch einen 5:2-Sieg am letzten Spieltag gegen Waldkirchen wurde ein weiterer Abstieg verhindert und damit die Talfahrt beendet. In den beiden folgenden Jahren rangierte die Mannschaft wieder im oberen Tabellenbereich, was aber nach dem vierten Rang in der Spielzeit 2008/09 speziell in der Saison 2009/10 aufgrund der wieder ambitionierteren Zielsetzung nur bedingt den Wünschen der Vereinsführung entsprach. Aus den ersten drei Spielen der Spielzeit 2009/10 wurde nur ein Punkt geholt und nach zeitweiliger Verbesserung trat Trainer Süß nach einer schwachen Leistung im Hinspiel gegen Zwiesel (2:3) zurück. Zu den Nachfolgern wurde Thomas Fuchs, unter dem der Verein die größten Erfolge der letzten Jahre eingefahren hatte, und dessen ehemaliger Spieler Basti Huber bestimmt. Die Rückrunde verlief erfolgreich, aber trotz neun Spielen ohne Niederlage konnte der schlechte Saisonstart nicht mehr ausgewetzt werden und am Schluss blieb Platz sechs mit 48 Punkten.
2011/12 gelang aufgrund einer für die folgende Saison anstehenden Ligenreform schließlich trotz eines fünften Platzes der Aufstieg aus der Bezirksoberliga in die Landesliga Südost. Die erste Saison in der neuen Liga verlief äußerst erfolgreich, am Ende belegte die Mannschaft Platz 3 der Tabelle. 2013/14 hingegen stieg die Mannschaft wieder ab, nachdem man die Saison auf Platz 15 abschloss und auch die daraus resultierende Abstiegsrelegation verlor. In der Folge musste Passau in die Bezirksliga absteigen (die Bezirksoberliga wurde in Folge der Ligenreform zwei Jahre zuvor abgeschafft).
In der Saison 2017/18 wurde der 1. FCP Niederbayerischer Meister, Meister der Bezirksliga Ost und qualifizierte sich damit auch für die Landesliga Mitte 2018/19. Nach einem 11. Platz in dieser Liga wurde der Verein für die folgende Saison in die Landesliga Südost umgruppiert. Aufgrund der COVID-19-Pandemie musste diese Saison zweimal unterbrochen werden und wurde schließlich vorzeitig beendet. Passau schloss die auf zwei Jahre ausgedehnte Saison 2019–2021 letztlich auf Platz 8 ab. In der Saison 2021/22 musste die Mannschaft des 1. FCP nach einer durchwachsenen Saison in die Relegation gegen Bezirksliga-Vize FC Künzing, hier wurde das Hinspiel mit 1:3 verloren daher reichte ein 1:0-Heimsieg vor 2200 Zuschauern nicht zum Klassenerhalt. Somit traten die Passauer in der Saison 2022/23 in der Bezirksliga Ost an. Nach einer erfolgreichen Hinrunde in der Bezirksliga verloren die Passauer zwei Partien nach der Winterpause und spielten gegen den SV Oberpolling nur 2:2. Da der Verein durch den Verlust der Tabellenführung die „Ziele mehr als gefährdet“ sah, trennte man sich von Trainer Johannes Hofer und dessen Co-Trainer Christian Nußhart. Als Nachfolger wurde Axel Dichtl vorgestellt. Letztlich verpasste man den direkten Wiederaufstieg, allerdings konnte man 2023/24 als Meister der Bezirksliga den Wiederaufstieg feiern, als man am letzten Spieltag den SV Hutthurm noch überholen konnte. Nach einem guten Start in die Landesliga-Saison rutschte der FCP auf Rang 16 ab und trennte sich nach einer 0:4-Niederlage gegen den FC Dingolfing von Trainer Axel Dichtl und seinem Co-Trainer Benjamin Neunteufel. Nachfolger wurde der ehemalige Co-Trainer Krisztian Beregszaszi, der das Team bereits bis Frühjahr 2022 betreut hatte. In der Winterpause der Saison verpflichtet der 1. FC Philipp Knochner von Stadtrivalen SV Schalding-Heining als spielenden Co-Trainer. Bis zum letzten Spieltag stand der FCP auf dem Relegationsplatz, da aber die Passauer zu den besten Tabellen-14. aller Landesligen gehörten, mussten sie nicht in die Relegation.

## Personen

### Aktueller Vorstand (März 2025)
| Funktion                       | Name                  |
| 1. Vorsitzender                | Philipp Roos          |
| 2. Vorsitzender                | Christian Wolf        |
| 2. Vorsitzender                | Michael Pillmeier     |
| Sportreferent                  | Stefan Kurz           |
| Finanzreferent                 | Maximilian Moser      |
| Medienreferent                 | Stefan Ueberschaar    |
| Ehrenamt-Beauftragter          | Karlheinz Jungbauer   |
| Jugendleiter                   | Dr. Stephan Reichardt |
| Verwaltungsreferent            | Walter Schraml        |
| Förderverein – 1. Vorsitzender | Alexander Weishäupl   |
| DFB-Stützpunkt-Koordinator     | Robert Sammereier     |

### 1. Vorsitzende und Trainer des 1. FC Passau
| 1. Vorsitzender      | Amtszeit  |
| -------------------- | --------- |
| Keine Aufzeichnungen | 1911–1918 |
| Ottmar Schneider     | 1918–1921 |
| Dr. Ostuzzi          | 1921–1923 |
| Josef Ertl           | 1923–1927 |
| Fritz Claudi         | 1927–1945 |
| Franz Resch          | 1945–1946 |
| Josef Wirnhier       | 1946–1949 |
| Franz Hennemann      | 1949      |
| Franz Steubl         | 1949–1952 |
| Manfred Focke        | 1952      |
| Hans Thumser         | 1952      |
| Franz Steubl         | 1953–1962 |
| Albert Zankl sen.    | 1962–1963 |
| Anton Wahleder       | 1963–1972 |
| Albert Zankl sen.    | 1972–1978 |
| Xaver Maierhofer     | 1978–1985 |
| Jürgen Wösner        | 1985–1995 |
| Gerhard Waschler     | 1996–1999 |
| Klaus Dieter Meyer   | 1999–2004 |
| Uwe Wagner           | 2004–2006 |
| Konrad Steiner       | 2007–2009 |
| Franz Guppenberger   | 2009–2014 |
| Alexander Wösner     | 2014–2019 |
| Markus Fleischmann   | 2019–2025 |
| Philipp Roos         | seit 2025 |

| Trainer (ab 1965)               | Zeitraum       |
| ------------------------------- | -------------- |
| Rudi Vogt                       | 1965–1970      |
| Georg Mienkotta                 | 1970–1972      |
| Josef Grininger                 | 1972–1975      |
| Erwin Krampfl                   | 1975–1976      |
| Dieter Kray                     | 1976           |
| Rudi Vogt                       | 1976–1977      |
| Günter Wiesmeier                | 1977–1978      |
| Josef Fink                      | 1978–1979      |
| Horst Leopoldsberger            | 1979           |
| Georg Mienkotta                 | 1979–1980      |
| Erwin Krampfl                   | 1980–1981      |
| Günter Haas                     | 1981–1982      |
| Franz Kain                      | 1982–1984      |
| Ernst Hollasch                  | 1984           |
| Fritz Blöchl                    | 1984–1985      |
| Edi Kirschner                   | 1985–1989      |
| Günter Krinner                  | 1989–1995      |
| Edi Kirschner                   | 1995–1997      |
| Fred Arbinger                   | 1997–1998      |
| Miroslav Karpisek               | 1998–1999      |
| Franz Hackl                     | 1999–2000      |
| Franz Kapfhammer                | 2000           |
| Thomas Fuchs                    | 2000–2005      |
| Rudi Damberger                  | 2005           |
| Christian Titz                  | 2005–2006      |
| Gerhard Hörl                    | 2006           |
| Klaus Greiner/Dominique Hermann | 2007           |
| Georg Süß                       | 2007–2009      |
| Thomas Fuchs/Bastian Huber      | 2009–2011      |
| Rudi Vogl                       | 2011–2012      |
| Thomas Fuchs                    | 2012–2014      |
| Reinhard Völdl                  | 2014–2015      |
| Benedikt Wagner                 | 2015–2018      |
| Alexander Schraml               | 2018–2019      |
| Günther Himpsl                  | 2019–2021      |
| Michael Meier                   | 2021 (interim) |
| Johannes Hofer                  | 2021-2023      |
| Axel Dichtl                     | 2023–2024      |
| Krisztian Beregszaszi           | 2024–          |

### Mannschaften
Der 1. FC Passau stellt derzeit im Herrenbereich zwei Mannschaften (Landesliga und Kreisklasse) und diverse Juniorenmannschaften von der U7 bis zur U19. Die Frauen- und Mädchenfußballabteilung umfasst aktuell eine Damenmannschaft und mehrere Mädchenmannschaften. Die Damenmannschaft spielt in der Landesliga Bayern Süd.

## Stadion

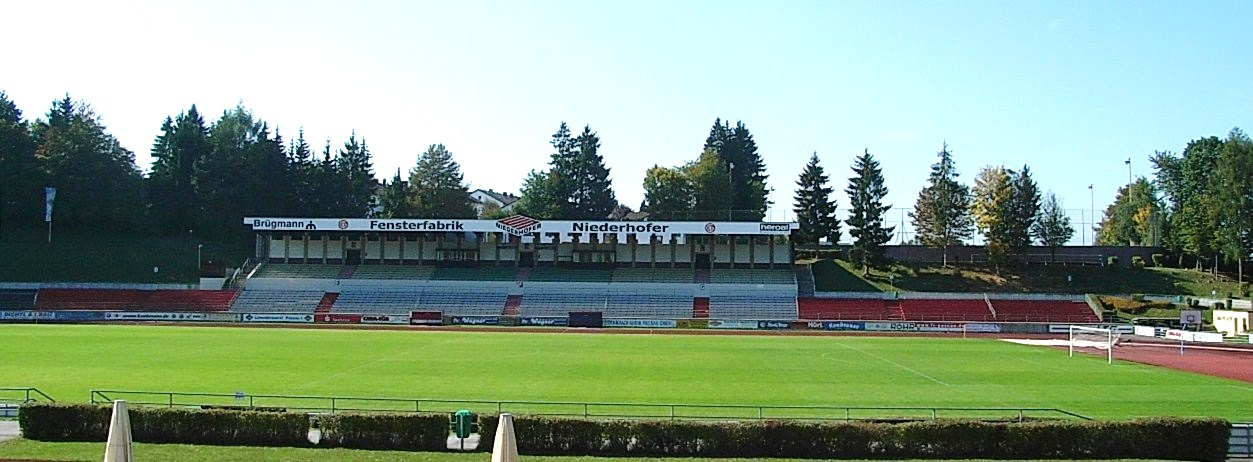
Dreiflüssestadion

Seine Heimspiele trägt der 1. FC Passau im Dreiflüssestadion aus. Das Dreiflüssestadion ist ein Multifunktionsstadion mit einem Fassungsvermögen von derzeit 6.000 Zuschauern. Vor Abriss der Stehplatztribüne der Nordkurve und der Südtribüne hatte das Stadion eine Kapazität von 20.000 Zuschauern. Auf der überdachten Sitztribüne haben 1100 Zuschauer Platz. Das Rasenfußballfeld ist von einer Kunststofflaufbahn umfasst.

## Andere Abteilungen

### Bogenschießen
Die Abteilung Bogenschießen wurde beim 1. FC Passau nach der Sommerolympiade 1972, welche das Bogenschießen in Deutschland bekannt machte, Anfang 1976 v. Kurt E. Adamovsky, Passau (und 4 weiteren Schützen) gegründet. Offizielle Vorstellung bei der JHV des 1. FCP, am 23. März 1976 (1. Abtl.-Leiter bis Dez. 1996) Das FITA-Schießen (FITA = intern. Dachorganisation der Sport-Bogenschützen) wurde damals nach 52 Jahren Pause wieder als olympische Disziplin anerkannt. Heute zählt die Abteilung der Bogenschützen beim 1. FC Passau ca. 90 Mitglieder. Beim FITA-Bogenschießen wird aus Entfernungen von 30 – 90 m (Entfernungen in der Halle 18 und 25 m) auf Zehnerscheiben geschossen. Als Sportgerät dient der olympische Recurvebogen oder auch der Compoundbogen. Seit einigen Jahren boomt das Feld- und Jagdbogenschießen und das sogenannte 3D-Schießen. Hier wir in Wald und Flur auf naturtreu nachgebildeten Tierattrappen in unterschiedlichen Gelände, mit verschiedenen Entfernungen, geschossen. Die Sieger werden in den Bogenklassen Recurve-, Compound-, Lang-, Reiter- und Primitivbogen ermittelt. Die Bogenschützen des 1. FC Passau schafften es immer wieder auch bei der Deutschen Meisterschaft erfolgreich vorne mit dabei zu sein. Hierbei ist es notwendig, sich über die Gaumeisterschaft, der Niederbayerischen und der Bayerischen Meisterschaft zu qualifizieren.

## Ehemalige Abteilungen

### Leichtathletik
Leichtathletik hat beim 1. FC Passau eine große Tradition. Insbesondere vor dem Zweiten Weltkrieg hatte der Verein eine leistungsstarke Abteilung, die aber nach der Entfernung der Leichtathletikanlagen am Maierhof-Sportplatz eingeschlafen war. Nach dem Bau des Dreiflüssestadions – ausgestattet mit Leichtathletikanlagen – im Jahr 1969 und dem Umzug des 1. FC Passau vom Maierhof-Sportplatz in das neue Stadion wurde die Leichtathletikabteilung jedoch wieder neu gegründet. Am 8. Januar 1970 gab der 1. FC Passau die Zustimmung zur Wiedergründung. Viele – auch namhafte – Athleten erklärten rasch ihren Beitritt zur neu gegründeten Abteilung. Am 24. Januar 1970 fand die Gründerversammlung der Abteilung Leichtathletik im Clubhaus des 1. FC Passau statt.
Bereits im ersten Jahr konnte sich die Abteilung Leichtathletik als Verein an die Spitze der niederbayerischen Leichtathletik setzen. Im August 1971 konnte bereits das hundertste Mitglied aufgenommen werden. Bei den Stadtmeisterschaften 1971 siegten Sportler des 1. FC Passau in 30 von insgesamt 37 Disziplinen. Im Jahr 1972 gewann Günther Zahn die Deutsche Jugendmeisterschaft über 1500 Meter der männlichen Jugend sowohl in der Halle als auch im Freien. Als Belohnung durfte er als Schlussläufer das olympische Feuer bei den Olympischen Sommerspielen 1972 in München entzünden. Neben unzähligen niederbayerischen, einer Vielzahl an bayerischen sowie einigen deutschen Meistertiteln erreichten Athleten des 1. FC Passau auch Topplatzierungen bei Europa- und Weltmeisterschaften. Besonders hervorzuheben sind hierbei Ewald Possin (Vierter bei den Weltmeisterschaften Diskus und Kugel AK VIII – 1979), Peter Scholz (Europameister in der 4-mal-100-Meter-Staffel 1986 und 1988).
Im Jahr 2019 löste sich die Leichtathletik-Abteilung vom 1. FC Passau los. Daraus entstand der neue Leichtathletikverein LAC Passau.

### Hockey
Die erste Sparte neben dem Fußball beim 1. FC Passau war Hockey. Diese wurde bereits am 22. Oktober 1922 dem Verein angegliedert. 1934 schloss sich der Hockey-Club Passau dem FC Passau an. 1945/46 wurden die Hockeyspieler des SV (FC) Passau Meister von Niederbayern-Oberpfalz. Dieser Erfolg konnte 1947 und 1948 wiederholt werden. Im Zuge der Verkleinerung des Maierhof-Sportplatzes wanderten die Hockeyspieler im Jahr 1951 zu Eintracht Passau ab.

### Handball
Die erste Erwähnung des Handballsports beim FC Passau findet sich 1929/30. Durch einen 17:2-Erfolg über den TV Passau wurde der FC 1934/35 Meister der 1. Niederbayrischen Kreisklasse. Auch im Jahr darauf gelang der Abteilung der Titelgewinn. 1951 wanderten die Handballer schließlich zum TV Passau ab.

### Boxen
1924 traten erstmals Boxer für den Verein an. Unmittelbar nach dem Zweiten Weltkrieg hatte der Boxsport in Passau eine Glanzzeit. 8.000 Zuschauer in der [Nibelungenhalle] sahen damals den Vergleich Niederbayern – Inn/Chiemgau. Ende der 40er-Jahre zeichnete sich jedoch eine gewisse Boxsport-Müdigkeit ab. 1951 löste sich die FC-Abteilung schließlich wegen Nachwuchsmangels auf. 1986 wurde die Boxsparte neu gegründet, musste aber aufgrund fehlender Trainingsmöglichkeiten bereits nach kurzer Zeit wieder eingestellt werden.

### Schwerathletik
„Die dem Verein beigetretende Schwerathletik-Abteilung errang im Schwergewicht und in der Altersklasse den 1. Platz“, lautet wortwörtlich der erste Hinweis auf diese Sparte beim FC Passau 1925/26. 1947 waren die FC-Heber niederbayrischer Meister vor FTSV Landshut. 1949 wird berichtet: „SV [FC] Passau wird zum 16. Male in ununterbrochener Reihenfolge niederbayrischer Meister.“ Das verhängnisvolle Jahr 1951, in dem mehrere Sparten den FC Passau verließen, brachte auch das Ende der Schwerathletik-Abteilung.

### Tennis + Ski
1982 wurde beim 1. FC Passau eine Abteilung „Tennis + Ski“ etabliert. Der Wunsch nach vereinseigenen Tennisplätzen konnte aber nicht realisiert werden, da die erhoffte Baugenehmigung für das naheliegende Gelände oberhalb des Stadion-Nebenplatzes nicht zu bekommen war.